# Les Ormes (Yonne)
Les Ormes település Franciaországban, Yonne megyében. Lakosainak száma 284 fő (2022. január 1.). Les Ormes La Ferté-Loupière, Chassy, Le Val-d'Ocre és Sommecaise községekkel határos.

## Népesség
A település népességének változása:
| Lakosok száma | 295  | 323  | 341  | 346  | 356  | 362  | 336  | 310  | 284  |
|               | 2013 | 2015 | 2016 | 2017 | 2018 | 2019 | 2020 | 2021 | 2022 |